# مردقوش فونوني
المردقوش الفونوني (باللاتينية: Origanum punonense) نوع نباتي من جنس المردقوش الذي يتبع الفصيلة الشفوية. سمي نسبة إلى مدينة فونون الأثرية في وادي عربة.

## الموئل والانتشار
ينتشر في بلاد الشام.